# ناحیه چاتگام
ناحیه چاتگام (به لاتین: Chittagong District) یک ناحیه در بنگلادش است که در استان چاتگام واقع شده‌است.

## خصوصیات
ناحیه چاتگام ۵٬۲۸۲٫۹۲ کیلومترمربع مساحت و ۷٬۶۱۶٬۳۵۲ نفر جمعیت دارد.